# Spelaeornis troglodytoides
A Spelaeornis troglodytoides a madarak osztályának verébalakúak (Passeriformes) rendjébe és a timáliafélék (Timaliidae) családjába tartozó faj.

## Rendszerezése
A fajt Jules Verreaux francia ornitológus írta le 1832-ben, a Pnoepyga nembe Pnoepyga troglodytoides néven.

## Alfajai
- Spelaeornis troglodytoides halsueti (David, 1875)
- Spelaeornis troglodytoides indiraji Ripley, S. S. Saha & Beehler, 1991
- Spelaeornis troglodytoides nanchuanensis Li, Yang & Yu, 1992
- Spelaeornis troglodytoides rocki Riley, 1929
- Spelaeornis troglodytoides sherriffi Kinnear, 1934
- Spelaeornis troglodytoides souliei Oustalet, 1898
- Spelaeornis troglodytoides troglodytoides (J. Verreaux, 1870)[2]

## Előfordulása
Dél- és Délkelet-Ázsiában, Bhután, India, Kína és Mianmar területén honos. Természetes élőhelyei a mérsékelt övi erdők. Állandó, nem vonuló faj.

## Megjelenése
Testhossza 10 centiméter.

## Természetvédelmi helyzete
Az elterjedési területe nagyon nagy, egyedszáma ugyan csökken, de még nem éri el a kritikus szintet. A Természetvédelmi Világszövetség Vörös listáján nem fenyegetett fajként szerepel.